# محمد عيد إبراهيم
محمد عيد إبراهيم (1955 - 5 يناير 2020) هو شاعر ومترجم مصري. يُعد واحدًا من أبرز الوجوه الشعرية لجيل السبعينيات في مصر. كما يُعد من أشهر المترجمين الكبار الذين أسهموا في حركة الترجمة في مصر من خلال ترجماته في مجالات الرواية، والشعر، والقصة القصيرة، والمسرح، والنقد الأدبي.

## السيرة الأدبية
ولد إبراهيم في عام 1955 في القاهرة. درس في جامعة القاهرة، ونال على شهادة البكالوريوس في الصحافة في عام 1978. أنشأ في عام 1996 و1998 سلسة «آفاق الترجمة» في هيئة قصور الثقافة بمصر وعمل مديرا لتحريرها لمدة تزيد عن عامين، حيث أصدر فيها أربعة وخمسين عملا إبداعيا بترجماته لنخبة من الروائيين والكتاب المصريين والعرب. كما عمل مديرا تنفيذيا على «المشروع القومي للترجمة» في المجلس الأعلى للثقافة. ومنذ عام 1997 وحتى 1998، أنشأ سلسة «نقوش» للفن التشكيلي من إصدار هيئة قصور الثقافة بالقاهرة وعمل مديرًا لها، وأصدر فيها ما يزيد عن 15 عددًا وهي سلسلة تُعنى برسوم الأبيض والأسود للفنانين العرب. كما أشرف على سلسلة لترجمة الأعمال الفكرية والإبداعية إلى اللغة الإنجليزية. واشتغل منصب مستشار لمجلة «توليب» الشعرية الأمريكية. لينتقل بعدها إلى الإمارات العربية المتحدة للعمل بالمجمع الثقافي في العاصمة أبو ظبي، وأقام بها لأكثر من عشرة سنوات.
بدأ مسيرته في كتابة الشعر في عام 1980، إذ أصدر ديوانه الأول «طور الوحشة». ويعتبر إبراهيم من شعراء السبعينيات في مصر، وأصدر العديد من الدواوين الشعرية التي تُرجمت إلى لغات عديدة منها الإنجليزية.
وشارك في العديد من مهرجانات الشعر في العربية. صُدر له أكثر من أربعة عشرة ديوانًا شعريًا من أبرزها «الملاك الأحمر»، و«عيد النساج»، و«خضراء الله»، وغيرهم. كما أصدر أكثر من خمسين كتابًا مترجمًا، ومن ترجماته الشعرية: «الهايكو ورحلة حج بوذية بايانية»، «قصائد حب آن سكستون»، «نهايات ديريك والكوت».

## المؤلفات
من مؤلفاته:
- مقدمة لقصيدة النثر (أنماط ونماذج)، الهيئة المصرية العامة للكتاب، 2014
- عيد النساج، دار أنا الآخر، 2015

من ترجماته:
- الساعات، للكاتب مايكل كانينغهام، دار الحوار، 2004
- بعد الظلام، للكاتب هاروكي موراكامي، دار ألف ليلة وليلة، 2004
- حرير، دار إشراقات للنشر والتوزيع، 2007
- الرقص مع مهرج، للكتاب بيير باولو بازوليني وفرناندو بيسوا، وجورج باتاي، دار خطوط وظلال للنشر والتوزيع، 2021

## الوفاة
تُوفي محمد عيد إبراهيم في 5 يناير (كانون الثاني) 2020 ميلاديًا؛ وذلك بعد معاناةً من المرض، وذلك إثر تدهور حالته الصحية وإصابته بالتهاب رئوي حاد أثّر على الأعضاء الحيوية وقلبه.